# The Smile
I The Smile sono un gruppo musicale rock alternativo britannico formato dai membri dei Radiohead Thom Yorke e Jonny Greenwood, accompagnati dal batterista dei Sons Of Kemet Tom Skinner. 
Il gruppo nasce in piena pandemia di COVID-19 su idea di Greenwood grazie alla collaborazione con il produttore discografico Nigel Godrich, collaboratore storico dei Radiohead. Oltre alle misure di confinamento, anche l'indisponibilità del chitarrista dei Radiohead Ed O'Brien, impegnato con il suo album di debutto da solista Earth, è stato un fattore determinante alla formazione del gruppo.
Dopo aver lavorato a lungo dietro le quinte durante i mesi di reclusione per via delle misure di confinamento, i The Smile hanno esordito dal vivo a sorpresa nel 2021 sul palco del Festival di Glastonbury. Nel 2022 è stata la volta del debutto discografico con la pubblicazione di A Light for Attracting Attention, primo album in studio.

## Formazione
- Thom Yorke – voce, chitarra, basso, tastiera, pianoforte
- Jonny Greenwood – chitarra, basso, tastiera, piano, arpa
- Tom Skinner – batteria, percussioni, tastiera, cori

## Discografia

### Album in studio
- 2022 – A Light for Attracting Attention
- 2024 – Wall of Eyes
- 2024 – Cutouts

### Extended play
- 2022 – The Smile (Live at Montreux Jazz Festival, July 2022)
- 2023 – Europe: Live Recordings 2022

### Singoli
- 2022 – You Will Never Work in Television Again
- 2022 – The Smoke
- 2022 – Skrting on the Surface
- 2022 – Pana-vision
- 2022 – Free in the Knowledge
- 2022 – Thin Thing
- 2022 – A Hairdryer/Open the Floodgates
- 2023 – Bending Hectic
- 2023 - Wall of Eyes
- 2024 - Zero Sum,
- 2024 - Foreign Spies
- 2024 - Don't Get Me Started